# Athos Fiordelli
Athos Fiordelli (Sansepolcro, 7 maggio 1925 – Sansepolcro, 7 marzo 1990) è stato un partigiano e politico italiano.

## Biografia
Nato a Sansepolcro nel 1925, nonostante la giovane età fu uno dei comandanti dei gruppi partigiani operanti nell'aretino e facenti capo alla 23ª Brigata Garibaldi "Pio Borri". Rimase ferito al torace e al braccio sinistro nella sparatoria che portò all'uccisione del partigiano Cinque, sospettato di tradimento dopo l'eccidio di Villa Santinelli del 27 marzo 1944.
Dopo la guerra esercitò la professione di insegnante. Membro del Partito Comunista Italiano, fu sindaco di Sansepolcro dal 1963 al 1964, consigliere della Provincia di Arezzo dal 1965 al 1970 e consigliere della Regione Toscana dal 1972 al 1975.
Morì a Sansepolcro il 7 marzo 1990 all'età di 64 anni.